# Lil Yachty
Lil Yachty, echte naam Miles Parks McCollum (geboren op 23 augustus 1997), is een Amerikaanse rapper, zanger en songwriter. Zijn stijl combineert elementen van mumble rap, melodieuze hiphop en alternatieve invloeden.

## Achtergrond en carrière
Lil Yachty groeide op in Atlanta, Georgia, en werd al op jonge leeftijd beïnvloed door verschillende muziekgenres, van hiphop tot pop. Hij ging naar Pebblebrook High School en studeerde korte tijd aan Alabama State University, maar hij stopte met zijn studie om zich volledig op zijn muziekcarrière te richten. In 2015 verhuisde hij naar New York, waar hij zijn muziek begon te promoten via sociale media en SoundCloud. Zijn kleurrijke imago, inclusief zijn felrode vlechten en speelse stijl, hielp hem opvallen in de opkomende "SoundCloud-rap"-beweging.
Zijn doorbraak kwam begin 2016 toen zijn nummer "One Night" viraal ging door een meme-video. Dit leidde tot een platendeal bij Quality Control Music, hetzelfde label als Migos en Lil Baby. Vervolgens verschenen "Minnesota", gevolgd door zijn project Lil Boat.

## Muzikale stijl en invloed
Lil Yachty’s muziek wordt gekenmerkt door:
- Veelvuldig gebruik van Auto-Tune
- Een mix van trap, pop en experimentele geluiden
- Kenmerkende, speelse teksten[6]